# 明智光忠
明智光忠（1540年?—1582年7月4日），日本戰國時代至安土桃山時代的武將。明智光秀的家臣。父親是光秀的叔父明智光久（或明智光安）。另一說指是美濃國農民出身。

## 生平
在天文9年（1540年）出生。天正3年（1575年），因為進攻丹波國過部城的功績，受織田信長下賜感狀。之後成為丹波八上城城主。天正10年（1582年），在本能寺之變中，攻撃信長的兒子信忠等人死守的二條御所，因為被鐵砲射中而負下重傷，並在知恩院療養。在得知光秀在山崎之戰中被羽柴秀吉擊敗並戰死後自殺。

## 登場作品
影視劇
- 春日局（1989年、NHK大河劇、演：佐藤仁哉）
- 信長 KING OF ZIPANGU（1992年、NHK大河劇、演：伊藤哲哉）